# Kazuto Ishido
Kazuto Ishido (石堂 和人 Ishidō Kazuto?, nacido el 1 de abril de 1982 en Kuki, Saitama) es un futbolista japonés que se desempeña como centrocampista.

## Trayectoria

### Clubes
| Club                | País  | Año         |
| ------------------- | ----- | ----------- |
| AC Nagano Parceiro  | Japón | 2005 - 2006 |
| Matsumoto Yamaga FC | Japón | 2006        |
| FC Machida Zelvia   | Japón | 2007 - 2010 |
| Fukushima United FC | Japón | 2011 -      |

## Estadística de carrera

### J. League
| Club                | Año   | J. League | J. League | Copa J. League | Copa J. League | Total | Total |
| Club                | Año   | Part.     | Goles     | Part.          | Goles          | Part. | Goles |
| ------------------- | ----- | --------- | --------- | -------------- | -------------- | ----- | ----- |
| Fukushima United FC | 2014  | 30        | 3         | -              | -              | 30    | 3     |
| Fukushima United FC | 2015  | 35        | 4         | -              | -              | 35    | 4     |
| Fukushima United FC | 2016  | 19        | 5         | -              | -              | 19    | 5     |
| Fukushima United FC | 2017  | 15        | 0         | -              | -              | 15    | 0     |
| Total               | Total | 99        | 12        | 0              | 0              | 99    | 12    |